# 마리아 바르바라 바흐

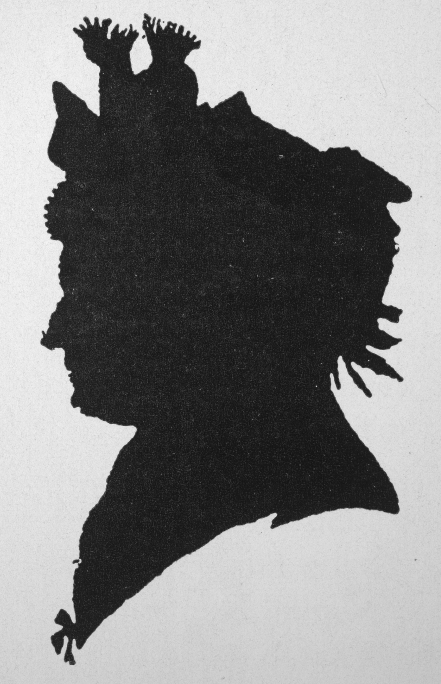

마리아 바르바라 바흐(Maria Barbara Bach, 1684년 10월 20일~1720년 7월 7일)는 요한 제바스티안 바흐의 육촌 누나 첫 번째 아내이다. 하인리히 바흐의 손녀이자 요한 미하엘 바흐의 딸로, 바흐와의 사이에서 7명의 자녀를 두었지만 네 명만이 성년기까지 살아남았다.

## 자녀
- 카타리나 도로테아 바흐
- 빌헬름 프리데만 바흐
- 카를 필리프 에마누엘 바흐
- 요한 고트프리트 베른하르트 바흐